# Ли Линьсы
Ли Линьсы́ (кит. трад. 厲麟似, упр. 厉麟似, пиньинь Lì Línsì, 18 февраля 1896 — 21 октября 1970) — современный китайский педагог, дипломат и ученый, который был признан одним из ключевых фигур в современной китайской культурной и дипломатической истории. Он был известен своими усилиями спасти сотни евреев, бежавших в Шанхай во время Второй мировой войны. Будучи дипломатическим консультантом Чан Кайши, он был ключевым посредником в отношениях между Китаем и Германией в 1930-х годах. Он был одним из основателей некоторых наиболее влиятельных организаций Китая, в том числе китайского отделения Организации Объединенных Наций. Будучи известным как человеческий мост, соединяющий китайскую и европейскую культуры, он внес большой вклад в помощь Западу в понимании древнекитайских философий и представил многие западные прогрессивные мысли Китаю. Он умер в Шанхае во время Культурной революции. 

## Биография

### Ранние годы
Ли Линьши родился в знаменитой китайской литературной семье на землях Ханчжоуской управы (современный Ханчжоу) в феврале 1896 года. Его отец, Ли Лянъюй (厉良玉), был чиновником династии Цин, педагогом и известным художником, который был соучредителем Общества Силин, одной из самых важных традиционных ассоциаций искусств в Китае. Его прапрапрапрадед, Ли Э (厉鹗), был великим поэтом и ученым во времена династии Цин, который был признан лидером поэзии династии Цин.
После окончания Университета Тунцзи в 1915 году он продолжил свое дальнейшее образование в Японии и Германии, после чего окончил Софийский университет, Университет Йены и Гейдельбергский университет. Он получил степень магистра в области права и доктора философии. Много путешествуя по Европе, он вступил в контакт с целым рядом западных прогрессивных идей и познакомился с горсткой перспективных китайских студентов, в том числе Чжоу Эньлай (周恩来) и Чжу Дэ (朱德), которые впоследствии стали лидерами Народной Республики Китай.

### Карьера
Он вернулся в Китай в 1930 году и присоединился к правительству в качестве должностного лица по образованию по рекомендации Чан Кайши (蒋介石), тогдашнего лидера Китайской Республики. Позднее он стал дипломатическим консультантом по рекомендации Чан Кайши.
Он был ключевым сторонником и практиком китайской дипломатии с Лигой Наций в 1930-х годах. Он активно пропагандировал общение, сотрудничество и координацию между Китаем и Лигой Наций — предшественником Организации Объединенных Наций — первой международной организацией, основной миссией которой было поддержание мира во всем мире. В 1932 году, чтобы укрепить отношения между Китаем и Лигой Наций, он служил культурным и образовательным представителем китайского правительства для официального визита в Европу, включая Швейцарию, где находится штаб-квартира Лиги Наций. Успешная шестимесячная поездка усилила культурный обмен и сотрудничество между Китаем, Европой и Лигой Наций. Он эффективно продвигал дипломатические связи между Китаем и Лигой Наций и играл важную роль в деятельности некоторых китайских филиалов Лиги Наций, в том числе Ассоциации Лиги Наций Китая и Китайского института всемирного культурного сотрудничества в Лиге наций. Он также участвовал в создании китайского отделения Организации Объединенных Наций после того, как Лига Наций была заменена Организацией Объединенных Наций.
Он сыграл решающую роль в существовании и развитии Германской военной миссии в Китае и был ключевым посредником в отношениях между Китаем и Германией в 1930-х годах. Он был правым человеком Чан Кай-ши по дипломатии Китая по отношению к Германии и связующим звеном между лидерами Китая и германской военной консультативной группой.
Он ушел со своего поста в центральное правительство Китая в 1937 году и перевел свою семью из Нанкина в Шанхай. Будучи престижной фигурой в культурных и дипломатических кругах Китая, Ли был занят в качестве профессора Цзинаньского национального университета — первого в Китае университета для найма иностранных студентов.
В этот период огромное количество еврейских людей, главным образом из Германии и Австрии, бежало в Шанхай, чтобы избежать нацистов. У него была репутация помощи евреям среди еврейской общины Шанхая. Используя свои личные связи и ресурсы, он помог превратить Шанхай в лучшее место для этих еврейских беженцев. В течение долгого времени Шанхай оставался единственным местом в мире, которое безоговорочно предоставляло убежище еврейским людям, спасающимся от нацистов. Он был глубоко тронут трагедией этих еврейских людей и вложил как можно больше в еврейскую общину в качестве богатого местного человека, который провел более десяти лет в Германии. Он даже защищал несколько еврейских беженцев, которые были его друзьями в Германии.
После основания КНР в 1949 году он работал профессором в Шанхайском университете международных исследований. Он умер во время Культурной революции в Китае в Шанхае в возрасте 74 лет.